# 花咲ク絆ノ浪漫譚
『花咲ク絆ノ浪漫譚』（はなさクきずなノろまんたん）は、2018年9月1日にYouTubeでXFLAGが配信した、ゲームアプリ『モンスターストライク』を原作としたWebアニメ。
アニメ版『モンスターストライク（モンストアニメ）』第3期『ルシファー 反逆の堕天使（第一部）』完結後に配信された和風ファンタジーなオリジナルアニメ。モンストアニメシリーズの3DCGではなく2D作画で描かれている。
連動イベントとしてモンスト内で新イベント、新キャラが登場。

## 登場人物

### 花ノ国の精
蝶のような羽を持つ花の妖精。
向日葵（ヒマワリ）
声 - 津田美波
主人公。浪漫街の洋裁少女。10年前の魔鉱軍侵略のショックで妖精の力が使えなくなっている。
紫陽花（アジサイ）
声 - 伊藤静
浪漫街の有名女優。向日葵達と出会い仲良くしている。
椿（ツバキ）
声 - 坂泰斗
10年前に向日葵と共に逃げ延び、浪漫街で私立探偵をしている。煙を操り、本来の姿では花を手裏剣のように使う。
蒲公英（タンポポ）
声 - 西岡璃南
10年前の魔鉱軍侵略の時に向日葵を庇い妖精の力を失う。その後は逃げ延び隠れ里で暮らしている。

### 魔鉱帝国軍
魔鉱石を使い花ノ国を侵略した帝国軍。
白金大将（プラチナ たいしょう）
声 - 白石涼子
10年前に花ノ国を侵略した軍人。
銀中佐（シルバー ちゅうさ）
声 - 津田健次郎
左腕から棘のような突起物を出す軍人。
鉄整備兵長（テツ せいびへいちょう）
声 - 楠大典
右腕が義手、右目が義眼のマッチョな軍人。
燐銅少佐（リンドウ しょうさ）
声 - 井澤詩織
マスクをつけた小柄な軍人。

## スタッフ
- 監督・絵コンテ - 渡邉徹明
- キャラクターデザイン・総作画監督 - 鈴木明日香
- 撮影監督 - 今泉秀樹
- 美術監督 - 金子雄司
- 色彩設計 - 松山愛子
- 音響監督 - 明田川仁
- 音楽 - 日向萌
- 編集 - 長谷川舞
- 制作 - アルボアニメーション、横浜アニメーションラボ
- 演出 - 渡邉徹明、蔡欣亜、村上勉、曽根利幸
- アクション作監 - 村上勉
- エフェクト作監 - 東島久志
- 作画監督 - 平太一、佐藤弘明、クロ助
- 製作・脚本 - XFLAG